# Hornersville
Hornersville est une ville du comté de Dunklin, dans le Missouri, aux États-Unis,. Située à l'est du comté, elle est incorporée en 1840.

## Démographie
Lors du recensement de 2010, la ville comptait une population de 663 habitants. Elle est estimée, en 2016, à 627 habitants.

### Source de la traduction
- (en) Cet article est partiellement ou en totalité issu de l’article de Wikipédia en anglais intitulé « Hornersville, Missouri » (voir la liste des auteurs).